# Helena Štroblová
Helena Štroblová (26. srpna 1948 Praha – 16. října 2000 Kutná Hora) byla česká historička, numismatička a archivářka, radní Kutné Hory v letech 1994–2000.

## Život
Helena Štroblová se narodila v Praze, avšak záhy se rodina přestěhovala do Kutné Hory. Důvodem byla změna politické situace po únoru 1948. Její otec pracoval v pražské pobočce Československé pojišťovny, avšak jako politicky nespolehlivý byl přesunut do Kutné Hory. Zde Helena Štroblová absolvovala gymnasium a pokračovala na Filosofické fakultě University Karlovy ve studiu archivnictví a historie. Poté nastoupila na místo historika v Okresním muzeu Kutná Hora. Zde působila až do roku 1987, kdy přešla do Státního okresního archivu Kutná Hora.
Po roce 1989 se aktivně zapojila do společenského dění v Kutné Hoře. V roce 1994 se stala členkou městské rady v Kutné Hoře. Její odborná zdatnost, a organizační schopnosti výrazně přispěly k zapsání Kutné Hory na seznam světového kulturního a přírodního dědictví UNESCO v roce 1995. Výrazně se též podílela na řadě akcí, které probíhaly v Kutné Hoře v roce 2000 při příležitosti 700. výročí Ius regale montanorum.

## Dílo
Helena Štroblová se orientovala především na problematiku středověkých měst. Zabývala se dějinami Kutné Hory se zaměřením na dějiny mincovny a s ní spojenými hospodářskými a sociálními vztahy. Během svého života publikovala na toto téma řadu článků v odborných časopisech a byla i spoluautorkou či redaktorkou historických monografií.
- Štroblová, H.: Gruntovní kniha žehušického panství z let 1592–1676. Příspěvek k hospodářským dějinám 17. století. Helena Štroblová. Muzeum a současnost 11, (1990,) s. 39–66
- Štroblová, H.: Kam směřuje regionální historiografie?. Štroblová, Helena. Muzejní a vlastivědná práce. Časopis společnosti přátel starožitností. 29, č. 1, (1991,) s. 55–56
- Štroblová, H.: Okresní archiv v Kutné Hoře a výstavy archiválií. Štroblová, Helena. In: Archivní časopis. Praha : Archivní správa MV ČR 41, č. 1, (1991,) s. 51–52.
- Štroblová, H.: Kutnohorský podnikatelský patriciát a erbovní páni z Vrchovišť. Štroblová, Helena. Časopis Národního muzea v Praze. Řada historická 161, č. 1–2, (1992 [vyd. 1993],) s. 8–13
- Štroblová, H.: Sociální zápasy mincovních zaměstnanců v Kutné Hoře ve 2. polovině 16. století. Štroblová, Helena. In: Numismatický sborník / Praha : Archeologický ústav ČSAV 19, (1993,) s. 203–212.
- Štroblová, H.: Kutná Hora a Sedlecký klášter. Příspěvek k historii vzájemných vztahů do roku 1421. Štroblová, Helena. In: Památky středních Čech. Zpravodaj Památkového ústavu středních Čech v Praze. Praha : Památkový ústav středních Čech 7, č. 2, (1993,) s. 23–27.
- Štroblová, H.: Hradební pásmo vymezující a omezující. [Kutná Hora]. Štroblová, Helena. Krásné město. Časopis přátel Kutné Hory [4], č. 2, (1994,) s. 7–8
- "Restituce v pohusitské Kutné Hoře" aneb "Všechno už tu jednou bylo...". Štroblová, Helena. In: Dějiny a současnost. Kulturně historická revue. Praha : Nakladatelství Lidové noviny 16, č. 1, (1994,) s. 9–13.
- Štroblová, H.: Kutnohorská městská správa a úřad mincmistra (nejvyššího mincmistra). Štroblová, Helena. In: Ústřední moc a regionální samospráva : 5.–7. října 1993 / Břeclav –Brno : SOA Břeclav, [1994] s. 191–195.
- Štroblová, H.: Úřad mincmistra (nejvyššího mincmistra) a Kutná Hora. Štroblová, Helena. Časopis Národního muzea v Praze. Řada historická 163, č. 3–4, (1994 [vyd. 1995],) s. 73–80
- Štroblová, H.: Kostel sv. Jana Nepomuckého znovu otevřen. -H.Š.-. Krásné město. Časopis přátel Kutné Hory [4], č. 3, (1994,) s. 12–14 [Kutná Hora]
- Štroblová, H.: Čáslav na přelomu 15. a 16. století (ve světle radního manuálu z let 1496 – 1509). Helena Štroblová. Středočeský sborník historický Sv. 19, (1993 [vyd. 1994],) s. 18–23
- Štroblová, H.: Anglosaské archivnictví očima pracovníka okresního archivu. Štroblová, Helena. In: Archivní časopis. Praha : Sekce Archivní správy MV ČR 45, č. 1, (1995,) s. 39–42.
- Štroblová, H.: Kutná Hora (Kuttenberg) und die Abtei Sedlec. In: Cisterciáci ve středověkém českém státě. Sborník z kolokvia v Kutné Hoře 9.– 13. června 1993. = Les cisterciens dans le royaume médiéval de Bohême. Actes du Coloque de Kutná Hora 9–13 juin 1993. Brecht: Cîteaux VZW, 1996, s. 69–77.
- Štroblová, H.: Jan Kořínek badatel: (ke vzniku Starých pamětí kutnohorských). Helena Štroblová. In: Středočeský sborník historický Praha : Státní oblastní archiv v Praze Sv. 21, (1995 [vyd. 1996]), s. 106–112.
- Štroblová, H.: Kutnohorský výtěžkový dvouzlatník. Štroblová, Helena. In: Peníze v proměnách času. = Geld im Wandel der Zeit. Sborník příspěvků z konference k 50. výročí založení pobočky České numismatické společnosti v Ostravě, konané ve dnech 3. – 4. 10. 1996 / Ostrava : Marq. R., 1998 s. 77–79.
- Štroblová, H.: Kutná Hora ve stavovském odboji v letech 1546–1547. Helena Štroblová. In: Středočeský sborník historický Praha : Státní oblastní archiv v Praze Sv. 22–23, (1996/7 [vyd. 1997],) s. 44–50.
- Štroblová, H.: Německá osada u kostela sv. Jiří v Kutné Hoře. Štroblová, Helena. In: Dějiny a současnost. Kulturně historická revue. Praha : Nakladatelství Lidové noviny 19, č. 2, (1997,) s. 23–26.
- Štroblová, H. Novák, P,  Vaněčková, J. (1997). Kutná Hora a okolí . Kutná Hora: KIC. ISBN 8023847724
- Štroblová, H.: Královská mincovna v Kutné Hoře. (1. etapa rekonstrukce expozice). Štroblová, H. In: Numismatické listy Praha : Národní muzeum 53, č. 4, (1998,) s. 124–125.
- Štroblová, H.: Kutnohorský mikroregion a velká politika na počátku 17. století. Helena Štroblová. In: Kutnohorsko : vlastivědný sborník Kutná Hora : Kuttna č. 1 (1999), s. 6–11.
- Štroblová, H., Altová, B., Hojda, Z., Valentová, J., Lipský, Z., Bisingerová, M., Novák, P. Štrobl, K., Pospíšil, A.: Kutná Hora. [Ed.]:Štroblová, Helena – Altová, Blanka. Praha: Nakladatelství Lidové noviny, 2000. 567 s. (Dějiny českých měst.) ISBN 8071061867
- Štroblová, H.: Barokní Kutná Hora – krizové peripetie stříbrného města. Štroblová, Helena. In: Kutná Hora v době baroka / Praha : Státní oblastní archiv v Praze, 2005 s. 197–204.